# Torneo Nacional Alevín de Fútbol 7
El Torneo Nacional Alevín de Fútbol 7, conocido como LaLiga Promises y anteriormente denominado Campeonato Nacional Alevín de Fútbol de Brunete, es un torneo de fútbol base que disputan los equipos sub-12 (alevines)  de los clubes que participaron esa temporada en la Primera División de España. Se celebra anualmente entre finales de mayo y principios de junio.

## Organización
Impulsado por Carmelo Zubiaur y José Ramón de la Morena, el campeonato es organizado por la Fundación El Larguero.

## Sede
Hasta 2009 se disputó en diversas localizaciones de la Comunidad de Madrid (salvo en 2006). Principalmente en el Estadio Los Arcos, de Brunete. Pero la edición de 2009 se celebró en La Coruña, la de 2010 en Estepona, la de 2011 en el estadio Ramón de Carranza en Cádiz, la de 2012 en Benalmádena, la del 2013 en Granada y la de 2014 en Lima. Desde 2015 se celebra en Villarreal. Además en la edición de 2023 el torneo se disputó en el Estadio de la Cerámica.

## Modalidad de juego
Se disputa en la modalidad de fútbol 7.

## Campeones
A continuación se detallan los campeones de las diferentes ediciones.
| Año                                                                          | Campeón             | Resultado      | Subcampeón           | Sede                 | Ref.  |
| ---------------------------------------------------------------------------- | ------------------- | -------------- | -------------------- | -------------------- | ----- |
| 2025                                                                         | R. C. D. Espanyol   | 1-1 (3-1 pen.) | Sevilla F. C.        | Villarreal           |       |
| 2024                                                                         | Valencia C. F.      | 3-0            | Sevilla F. C.        | Villarreal           | [ 5 ] |
| 2023                                                                         | Real Madrid C. F.   | 2-0            | F. C. Barcelona      | Villarreal           | [ 6 ] |
| 2022                                                                         | F. C. Barcelona     | 3-1            | Valencia C. F.       | Villarreal           |       |
| 2021                                                                         | F. C. Barcelona     | 3-0            | Sevilla F. C.        | Villarreal           | [ 7 ] |
| 2021                                                                         | Villarreal C.F.     | 2-0            | Sevilla F. C.        | Villarreal           | [ 9 ] |
| 2019                                                                         | Real Madrid C. F.   | 1-0            | F. C. Barcelona      | Villarreal           |       |
| 2018                                                                         | F. C. Barcelona     | 1-0            | R. C. D. Espanyol    | Villarreal           |       |
| 2017                                                                         | F. C. Barcelona     | 3-1            | Villarreal C. F.     | Villarreal           |       |
| 2016                                                                         | Villarreal C. F.    | 3-1            | Atlético de Madrid   | Villarreal           |       |
| 2015                                                                         | Sevilla F. C.       | 2-1            | F. C. Barcelona      | Villarreal           |       |
| 2014                                                                         | F. C. Barcelona     | 2-2 (3-1 pen.) | Real Madrid C. F.    | Lima                 |       |
| 2013                                                                         | F. C. Barcelona     | 2-1            | Valencia C. F.       | Granada              |       |
| 2012                                                                         | Atlético de Madrid  | 3-1            | Valencia C. F.       | Benalmádena          |       |
| 2011                                                                         | R. C. D. Espanyol   | 0-0 (5-4 pen.) | R. C. D. Mallorca    | Cádiz                |       |
| 2010                                                                         | F. C. Barcelona     | 1-1 (3-2 pen.) | Real Madrid C. F.    | Estepona             |       |
| 2009                                                                         | F. C. Barcelona     | 2-1            | U. D. Almería        | La Coruña            |       |
| 2008                                                                         | F. C. Barcelona     | 4-3            | Valencia C. F.       | Brunete              |       |
| 2007                                                                         | Villarreal C. F.    | 4-1            | Real Sociedad        | Brunete              |       |
| 2006                                                                         | Sevilla F. C.       | 3-0            | Real Madrid C. F.    | Estepona             |       |
| 2005                                                                         | F. C. Barcelona     | 3-1            | R. C. D. Espanyol    | Brunete              |       |
| 2004                                                                         | R. C. D. Espanyol   | 3-0            | Real Murcia C. F.    | Brunete              |       |
| 2003                                                                         | Valencia C. F.      | 1-0            | Racing de Santander  | Brunete              |       |
| 2002                                                                         | F. C. Barcelona     | 5-1            | U. D. Las Palmas     | Brunete              |       |
| 2001                                                                         | Real Zaragoza       | 3-1            | Real Oviedo          | Brunete              |       |
| 2000                                                                         | Real Madrid C. F.   | 2-1            | F. C. Barcelona      | Brunete              |       |
| 1999                                                                         | Real Madrid C. F.   | 3-2            | F. C. Barcelona      | Brunete              |       |
| 1998                                                                         | Athletic Club       | 4-2            | Real Oviedo          | Brunete              |       |
| 1997                                                                         | F. C. Barcelona     | 3-0            | Real Madrid C. F.    | Majadahonda          |       |
| 1996                                                                         | Racing de Santander | 2-1            | R. C. D. Espanyol    | Brunete              |       |
| 1995                                                                         | Real Sociedad       | 3-2            | Celta de Vigo        | Villaviciosa de Odón |       |
| 1994                                                                         | Sporting de Gijón   | 2-0            | Atlético de Madrid   | Brunete              |       |
| 1993                                                                         | Castilla-La Mancha  | 3-0            | Comunidad de Madrid  | Brunete              |       |
| 1992                                                                         | Comunidad de Madrid | 4-1            | Comunidad Valenciana | Brunete              |       |
| La primera y segunda edición del torneo se jugaba con Comunidades Autónomas. |                     |                |                      |                      |       |

## Palmarés
| Equipo               | Campeonatos | Subcampeonatos | Años campeón                                                           |
| -------------------- | ----------- | -------------- | ---------------------------------------------------------------------- |
| F. C. Barcelona      | 12          | 5              | 1997, 2002, 2005, 2008, 2009, 2010, 2013, 2014, 2017, 2018, 2021, 2022 |
| Real Madrid C. F.    | 4           | 4              | 1999, 2000, 2019, 2023                                                 |
| R. C. D. Espanyol    | 3           | 3              | 2004, 2011, 2025                                                       |
| Villarreal C. F.     | 3           | 1              | 2007, 2016, 2021                                                       |
| Sevilla F. C.        | 2           | 4              | 2006, 2015                                                             |
| Valencia C. F.       | 2           | 4              | 2003, 2024                                                             |
| Atlético de Madrid   | 1           | 2              | 2012                                                                   |
| Comunidad de Madrid  | 1           | 1              | 1992                                                                   |
| Real Sociedad        | 1           | 1              | 1995                                                                   |
| Racing de Santander  | 1           | 1              | 1996                                                                   |
| Castilla-La Mancha   | 1           |                | 1993                                                                   |
| Sporting de Gijón    | 1           |                | 1994                                                                   |
| Athletic Club        | 1           |                | 1998                                                                   |
| Real Zaragoza        | 1           |                | 2001                                                                   |
| Real Oviedo          |             | 2              |                                                                        |
| Comunidad Valenciana |             | 1              |                                                                        |
| R. C. Celta          |             | 1              |                                                                        |
| UD Las Palmas        |             | 1              |                                                                        |
| Real Murcia C. F.    |             | 1              |                                                                        |
| U. D. Almería        |             | 1              |                                                                        |
| R. C. D. Mallorca    |             | 1              |                                                                        |

## Mejores jugadores del torneo
Declarados por el comité organizador.
- 1992: Juan Pedro Rabadán, Real Madrid C. F.
- 1994: Víctor Díaz Álvarez, Real Sporting de Gijón
- 1996: Andrés Iniesta, Albacete Balompié
- 1997: Miguel Palencia, Real Madrid C. F.
- 1998: Francisco Montaño Dotor, Sevilla F. C.
- 1999: Alberto Lora, Real Madrid C. F.
- 2000: Fernando Carrión Sevilla F. C.
- 2001: Ander Herrera, Real Zaragoza
- 2002: Iago Falque, F. C. Barcelona
- 2003: José Carlos Terrón, Racing de Santander
- 2004: Cristian Ceballos, F. C. Barcelona
- 2005: Bakary, F. C. Barcelona
- 2006: Gerard Deulofeu, F. C. Barcelona
- 2007: Luca Sangalli, Real Sociedad
- 2008: Fran Álvarez, F. C. Barcelona
- 2009: Alexis Meva, F. C. Barcelona
- 2010: Carles Aleñá, F. C. Barcelona
- 2011: Fode, R. C. D. Espanyol
- 2012: Abel Ruiz, Valencia C. F.
- 2013: Adria Bernabé, R. C. D. Espanyol
- 2014: Pedro Paulo, Real Madrid C. F.
- 2015: Rodrigo Alonso, Villarreal C. F.
- 2018: Daniel Estévez Gómez, R. C. Deportivo de la Coruña
- 2019: Jaime Pascual, Real Madrid C. F.
- 2021: Aitor Landero, Villarreal C. F.
- 2021: Bryan Bugarín, R. C. Celta de Vigo
- 2023: Alberto Ruiz, Real Madrid C. F.
- 2024: Sergio Rodríguez, Valencia C. F.
- 2025: Gorka Cantín, R. C. D.  Espanyol